# Sergi Punset
Sergi Punset (Barcellona, 19 novembre 1976) è un allenatore di hockey su pista spagnolo, allenatore dell'Azzurra Novara.

## Palmarès
- Coppa di Francia: 1

La Vendéenne: 2013-2014